# Тролейбусна стрілка

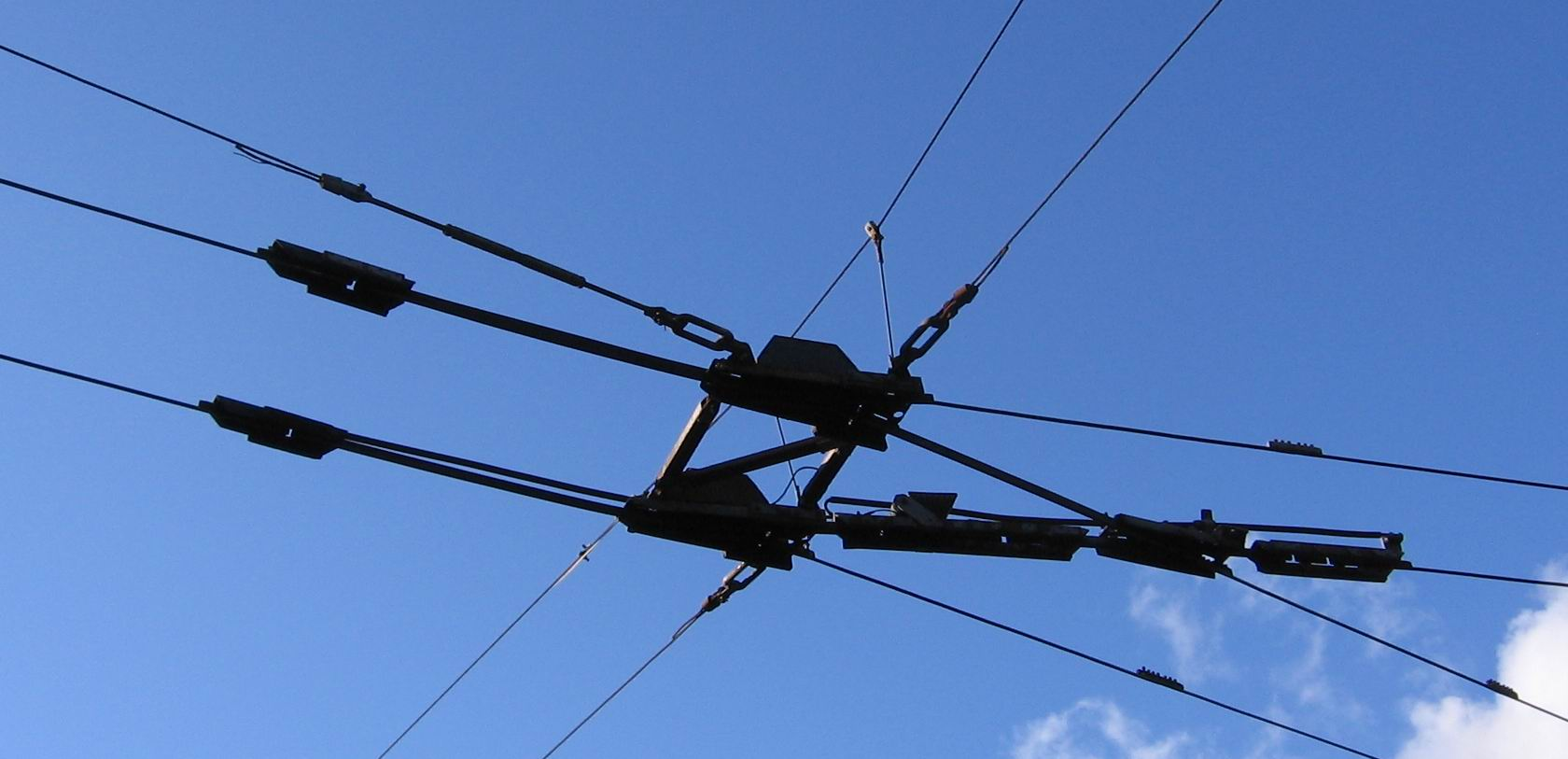
Тролейбусна стрілка, типова для систем колишнього СРСР

 Тролейбусна стрілка — механізм, що направляє штанги тролейбуса в місцях розгалуження контактної мережі.
Особливість штангового струмоприймача тролейбуса полягає в тому, що башмак струмоприймача направляється контактним проводом. Щоб машина пішла в потрібному напрямку, необхідно туди ж направити обидві її штанги.

## Пристрій

1 — секційний ізолятор; 2-плита, 3 — контактний дріт; 4-рухливі пір'я; 5-анкерний трос; Х-напрям руху з увімкненим двигуном; В-напрям при русі вибігом

Стрілка складається з двох половин, встановлених на дротах тролейбусної контактної мережі. Ці ізольовані один від одного половини мають по електромагніту, які при спрацьовуванні відхиляють кожен своє перо стрілки. Для керування електромагнітами існують різні схеми.

## Різновиди
У тролейбусних системах країн колишнього СРСР застосовується керування струмом. Якщо тролейбус має обрати праве розгалуження, то водій проходить стрілку з вимкненим силовим колом. При цьому через котушки стрілки тече невеликий струм, пір'я стрілки залишаються в початковому положенні. При лівому повороті водію слід проходити стрілку з увімкненим силовим колом. В результаті створюється електричне коло: контактний провід (позитивний) — ліва котушка стрілки — ліва штанга — активний опір — права штанга — права котушка стрілки — контактний провід (негативний). При цьому спрацьовують обидві електромагнітні котушки і переводять пір'я стрілки для лівого напрямку руху. У такому положенні вони утримуються доти, поки башмаки обох штанг не пройдуть стрілку. Коло розривається, котушки знеструмлюються, і пір'я стрілки під дією пружин повертаються в положення для руху в правому напрямку.
Також існують стрілки, де для повороту в ту чи іншу сторону необхідно діяти навпаки, тобто наліво — з розімкнутим колом, а направо — із замкнутим. Такі стрілки зустрічаються у Києві.[джерело?]

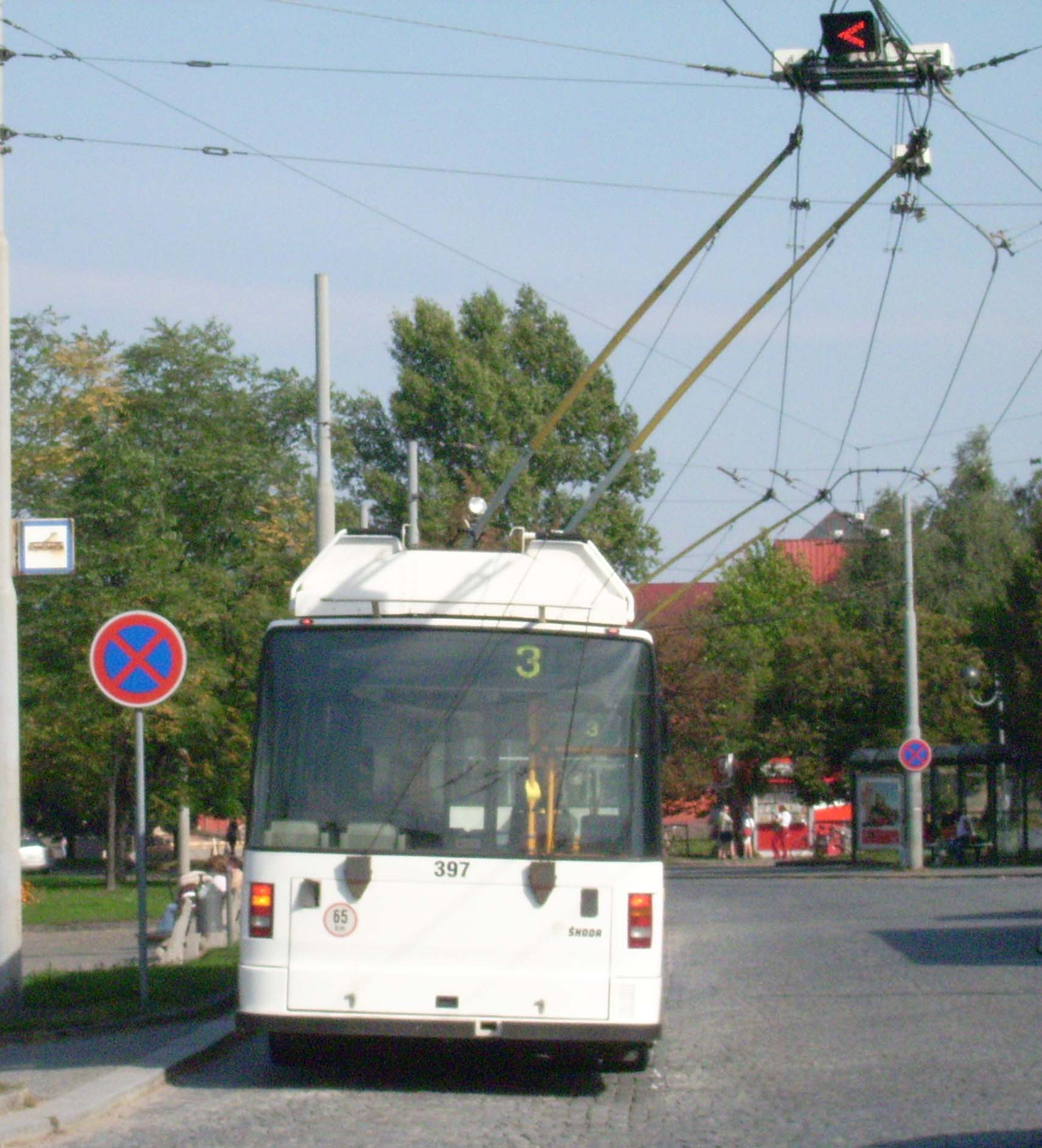
Стрілка з індикатором напрямку

Схожу конструкцію має селектрична стрілка (Selectric switch) в ній контакти робляться скошеними (зазвичай на 45 градусів). При цьому в прямому напрямку машина проходить без перемикання стрілки, а для перемикання вона робить крутий поворот (зазвичай направо в країнах з правостороннім рухом). За рахунок скосу забезпечується замикання контактів і перемикання стрілки.
Також застосовується індукційне (за допомогою транспондера) й радіокерування пір'ями стрілки. У такому випадку у водія немає необхідності оперувати проходженням струму через силове коло машини, що підвищує швидкість проходження через стрілку. Застосування дистанційного керування також дозволяє уникнути «підрізання» йде попереду тролейбуса наступної за ним машиною — керувальна логіка забороняє перемикання пір'я до проходження башмаками штанг всіх елементів стрілки. Нерідко стрілки з дистанційним безконтактним приводом забезпечуються світлофором для вказівки положення пір'я. Цей світлофор також може мати заборонний сигнал для попередження «підрізання». Радіокерування здійснюється кодованим сигналом, перемикання відбувається при отриманні правильного радіокоду.
Для організації розгалуження для більш ніж двох напрямків встановлюються дві стрілки: одна далі від перехрестя (зазвичай для лівого повороту в країнах з правостороннім рухом) друга — ближче до перехрестя для проїзду прямо або направо.